# Коронел (спомагателен крайцер)
Коронел (на немски: Coronel, HSK-10) е спомагателен крайцер на Немския флот от времето на Втората световна война. Това е преустроения товарен кораб „Того“ (на немски: Togo), в германския флот е познат като „Шиф-14“ (на немски: Schiff 14), в Кралския флот получава обозначението – „Рейдер „K““. Това е последния представител на спомагателните крайцери, влязъл в състава на германския флот. Историята се стича така, че той така и не напуска териториалните води контролируеми от Третия рейх.

## История
Корабът е построен в Бремен на стапелите на фирмата „Вулкан“ (на немски: Bremer Vulkan) за линията „Воерман“. На 13 август 1938 г. съда е спуснат на вода и на 22 септември същата година влиза в строй. След началото на Втората световна война, той разкъсва блокадата и се връща в Хамбург, където на 1 март 1940 г. е реквизиран от кригсмарине. На 18 август 1940 г. е преправен на минен заградител. След това, РВМ решава да го преоборудва в спомагателен крайцер. На 16 юни 1941 г. корабът е отписан като минен заградител. Работите отнемат повече от година – от 7 юни 1941 до 25 октомври 1942 г., дейностите са извършвани от корабостроителниците „Уилтън-Фейенорд“ в Схидам, „Уилтън“ в Ротердам, „Одерверке“ в Щетин и корабостроителницата на ВМС в Готенхафен.
През декември 1942 работите са завършени и корабът влиза в строй.

## Бойни действия

### Рейдерски поход
На 31 януари 1943 г. рейдерът, под команда на капитан цур зе Ернст Тинеман започва опита си да разкъса блокадата.
Първоначално „Коронел“ се насова на север, за мине в Атлантика през Датския пролив, но с настъпването на нощта обръща и се насочва на юг.
В Хелголандския залив корабът попада в буря, която откъснава мини от котвите им. Принуден е да изчака края на лошото време до 3 февруари зад остров Зилт.
На 7 февруари 1943 г. „Коронел“ прави опит да пресече Ла Манш съпроводен от тралчици, но в течение на следващото денонощие два пъти ляга на плитчина. След това решават да се върнат в Дюнкерк.
Суматохата привлича вниманието на англичаните. И когато през нощта на 10 февруари рейдерът напуска Дюнкерк съпроводен от 12 тралчици, той попада под прицелния огън на бреговите батареи на Дувър. В течение на 40 минути, на пълен ход, корабът е обстрелян с 33 залпа на тежката артилерия, но остава невредим.
После идва ред на нощната авиация. Британските летци постигат едно попадение – бомбата пробива палубата до фокмачтата по левия борд и се взривява. За да довършат крайцера, англичаните изпращат съединение от пет разрушителя от типа „Хънт“ и шест торпедни катера. Но Тинеман успял да се укрие в Булон. Огледа показва, че за ремонта на повредите ще са необходими поне четири месеца.
„Коронел“ прекарва в Булон още два дни, като носи на града непрекъснати нападения от страна на авиацията на съюзниците.
Тинеман разбира, че няма смисъл да продължава да опитва късмета си и се насочва обратно към Дюнкерк.
Става ясно, че вече е невъзможно безопасно да се премине Ла Манш и на следващото утро Тинеман получава заповед, вече от Дьониц за връщане в Балтика. Обаче заповедта остава неизпълнена, тъй като след четири часа Дюнкерк е подложен на бомбардировка от осемнадесет бомбардировача, които макар и да не уцелват HSK-10, сериозно повреждат входните врати на пристанището и рейдера остава в капан.
На 27 февруари рейдерът напуска пристанището и излиза в морето. В пътя два пъти засяда не пясъчни наноси, но и в двата случая без чужда помощ успява да се освободи. По време на прехода „Коронел“ с неговия ескорт е подложен на атака от осем британски катера, но всичко минава благополучно и на 28 февруари рейдерът пристига в Куксхафен, а на 2 март прави преход до Кил.
Това е последният опит за излизане на немски рейдер в океана. Следващият готов за излизане спомагателен крайцер на кригсмарине, „Ханза“, въобще не излиза в поход. Независимо че „Михел“ още известно време действа в Индийския океан, това е края на германското рейдерстване като метод на война.

### Кораб за насочване на нощните изтребители на ПВО
По-късно е върнато старото му име и е преоборудван в кораб за насочване на нощните изтребители на ПВО. От октомври 1943 г. „Того“, подчинен на луфтвафе, действа в Балтика. Март 1944 г., след три силни бомбардировки на Хелзинки от съветската авиация, той пристига във Финския залив за съдействие на авиационното прикритие на Талин и Хелзинки.

## Следвоенна съдба
Корабът оцелява във войната и е предаден на Великобритания, после преминава към Норвегия.
Той има дълъг живот, като търговски съд, който завършва под името „Топека“ на 21 ноември 1984 г., когато по време на ураган търпи крушение и засяда на плитчина до бреговете на Мексико. Двама души загиват.

## Коментари
1. ↑  От на немски: Handelsstörkreuzer, което означава спомагателен крайцер номер 10.
2. ↑  „Шиф-14“ (нем. „Schiff 14“) – в превод от немски език означава „Плавателен съд № 14“.
3. ↑  Капитан-цур-зе (на немски: Kapitän zur See) – съответства на званието капитан 1-ви ранг.